# Rethroned
Rethroned è il secondo album del supergruppo finlandese Northern Kings, pubblicato il 19 novembre 2008 dalla Warner Music Finland. Viene pubblicato in Giappone il 25 febbraio 2009, con la cover di They Don't Care About Us di Michael Jackson come bonus track.
All'uscita, l'album raggiunge la posizione 16 nella classifica finlandese. Il primo singolo estratto dall'album è la cover di Kiss from a Rose dei Seal (canzone originariamente presente nella colonna sonora del film Batman Forever); per questa canzone è stato anche realizzato un video. L'album contiene altre 2 tracce provenienti da film: Training Montage da Rocky IV e A View to a Kill da 007 - Bersaglio mobile.

## Tracce
1. Training Montage (strumentale, dal film Rocky IV) – 5:28 (musica: Vince DiCola)
2. Wanted Dead or Alive (Bon Jovi - cantato da Marco Hietala) – 4:47
3. Kiss from a Rose (Seal - cantato da Jarkko Ahola, Marco Hietala, Tony Kakko, Juha-Pekka Leppäluoto) – 5:32
4. A View to a Kill (Duran Duran - cantato da Jarkko Ahola, Marco Hietala, Tony Kakko, Juha-Pekka Leppäluoto) – 7:29
5. Nothing Compares 2 U (Prince, Sinéad O'Connor - cantato da Tony Kakko) – 4:39
6. My Way (Frank Sinatra - cantato da Jarkko Ahola; contiene elementi presi da "The Show Must Go On" dei Queen)) – 3:53
7. Strangelove (Depeche Mode - cantato da Jarkko Ahola, Marco Hietala, Tony Kakko, Juha-Pekka Leppäluoto) – 5:50
8. Take on Me (A-ha - cantato da Jarkko Ahola, Marco Hietala, Tony Kakko, Juha-Pekka Leppäluoto) – 3:56
9. I Should Be So Lucky (Kylie Minogue - cantato Juha-Pekka Leppäluoto e Jarkko Ahola) – 4:42
10. Killer (Adamski feat. Seal - cantato da Jarkko Ahola, Marco Hietala, Tony Kakko, Juha-Pekka Leppäluoto) – 4:31
11. Róisín Dubh (Thin Lizzy - cantato da Jarkko Ahola e Marco Hietala) – 7:30
12. They Don't Care About Us (Michael Jackson - cantato da Marco Hietala e Tony Kakko; traccia bonus dell'edizione Giapponese) – 4:46
13. They Don't Care About Us (Michael Jackson - cantato da Marco Hietala e Tony Kakko; traccia bonus dell'edizione iTunes; versione orchestrale) – 4:48

## Formazione

### Northern Kings
- Jarkko Ahola - voce
- Marco Hietala - voce
- Tony Kakko - voce
- Juha-Pekka Leppäluoto - voce

### Altri musicisti
- Erkka Korhonen - chitarra
- Mirka Rantanen - batteria
- Mikko P. Mustonen - orchestrazione
- Two Finger Choir - coro
- Vili Olila - piano, tastiera
- Erkki Silvennoinen - basso